# Úrvalsdeild 1915
Úrvalsdeild 1915 byl 4. ročník nejvyšší islandské fotbalové ligy. Potřetí zvítězil Knattspyrnufélagið Fram. Poprvé se účastnil Knattspyrnufélagið Valur.

## Tabulka
| Poř. | Tým                          | Z | V | R | P | VG | OG | B |
| ---- | ---------------------------- | - | - | - | - | -- | -- | - |
| 1.   | Knattspyrnufélagið Fram      | 2 | 2 | 0 | 0 | 7  | 4  | 6 |
| 2.   | Knattspyrnufélag Reykjavíkur | 2 | 1 | 0 | 1 | 9  | 6  | 3 |
| 3.   | Knattspyrnufélagið Valur     | 2 | 0 | 0 | 2 | 1  | 7  | 0 |